# Benjamin Barthe
Pour les articles homonymes, voir Barthe.
Benjamin Barthe est un journaliste français né le 1er octobre 1972 à Senlis.

## Biographie

### Enfance et formation
Après une licence d'Histoire, il intègre le Centre de formation des journalistes de Paris et sort diplômé en 1996.

### Carrière
Il commence sa carrière comme collaborateur du magazine égyptien Al-Ahram dans le cadre de son service national en coopération, avant de rejoindre le quotidien régional La Provence en 1998, puis le quotidien communiste L'Humanité (1999-2001), avant de rejoindre Le Nouvel Observateur (2001-2002).
Correspondant à Ramallah, la capitale administrative de l'autorité palestinienne, de l'hebdomadaire L'Express et du journal Le Monde, il collabore aussi avec les télévisions et radios : RFI, RSR, RTBF, France Culture, TV5 et ITV.
En 2011, il part vivre en France, à Paris. Il est embauché par le quotidien Le Monde. En 2014, il s’installe au Liban comme correspondant de ce quotidien au Moyen-Orient. Il se réinstalle à Paris en 2021 et devient chef adjoint du service international du Monde.

## Récompenses
En mai 2008, il reçoit le prix Albert-Londres pour ses articles sur la bande de Gaza parus dans Le Monde et L'Express entre avril 2007 et janvier 2008.

## Vie privée
Benjamin Barthe est l'époux de Muzna Shihabi-Barthe, d’origine palestinienne. Elle est « responsable du développement » au Carep, qui est un centre de recherche affilié au Doha Institute. Elle n'exerce plus de fonction directement liée à la cause palestinienne. Les accusations de conflit d'intérêts avec son mari tenues par Eugénie Bastié, polémiste au Figaro, ont été rejetées par Le Monde, qui dénonce pour sa part une « campagne d'intimidation » à l'égard de son journaliste,,.